# ビクトル・クラベール
ビクトル・クラベール（Víctor Claver）ことビクトル・クラベール・アローカス（Víctor Claver Arocas、1988年8月30日 - ）は、スペインの元プロバスケットボール選手。バレンシア州バレンシア県バレンシア出身。ポジションはスモールフォワード。207 cm、107 kg。

## 下部組織時代
2001-2002年まで地元バレンシアのバスケットボールチーム(Cadete. CD Maristas)でプレイ。2002年にMaristasのジュニアチームに昇格。2003年にバレンシアBCのユースチーム(Cadete. Pamesa Valencia)に入団。カデッテA(対象年齢15歳～16歳)のカテゴリーでプレイ。2004年にはジュニアチーム(対象年齢17歳～20歳のカテゴリー)に昇格してプレイ。

## プロデビュー
2005年にトップチームのBチームに昇格し、プロデビュー。スペイン2部(EBA)でプレイ。2006年、ドイツで開催された国際ジュニアトーナメントに出場。その秋に開幕した2006-07シーズンから1部リーガACBで戦うAチームに昇格。
2007年U-19バスケットボール世界選手権では全試合出場で平均17. 6点、8.6リバウンド、2.4アシスト。vsプエルトリコ戦で31点13リバウンド 。vsアルゼンチン戦では23点9リバウンド。vsトルコ戦で20点11リバウンドと活躍。2006-07シーズンのリーガACBプレイオフ、vsレアル・マドリード戦では、27分の出場でチームハイの18点を記録。2007年と2008年のスーペルコパのスラムダンクコンテストに2年連続で出場。
2008年、スペインA代表候補に選ばれ、北京オリンピック直前にスペインで行われた壮行試合の初戦、vsポルトガル戦（2008年7月18日）でスペインA代表デビュー。その後も試合に出場し、北京オリンピックスペイン代表の最終選考まで残った。
2009年のNBAドラフトでポートランド・トレイルブレイザーズから指名を受けた。
2012年7月12日、ポートランド・トレイルブレイザーズと三年契約を締結した。
2024年7月1日、現役引退を発表した。